# Jong Sparta Rotterdam
Jong Sparta Rotterdam is het tweede elftal van Sparta Rotterdam, met voornamelijk spelers die nog niet in aanmerking komen voor een plaats in de selectie van het eerste elftal. Het team komt sinds 2016 uit in de Nederlandse Tweede divisie. Eerder speelde het in de beloftencompetitie.

## Geschiedenis
Jong Sparta speelt sinds het seizoen 2016/17 in de Tweede divisie. Volgens de regels van de KNVB dient het elftal te bestaan uit spelers tot 23 jaar aangevuld met maximaal drie veldspelers en één keeper ouder dan 23 jaar. Locatie van de thuiswedstrijden is voornamelijk Spartastadion Het Kasteel. 

### Regels beloftenteams
De KNVB heeft de volgende voorwaarden gesteld aan de deelname van beloftenteams in de Tweede Divisie:
- Beloftenteams bestaan uit alleen spelers die in het betreffende seizoen 23 jaar of jonger zijn.
- Voor doelmannen wordt een uitzondering gemaakt. Zij mogen 25 jaar of jonger zijn. Wanneer twee beloftenteams tegen elkaar spelen geldt er voor doelmannen geen leeftijdsgrens.
- Spelers mogen niet meedoen aan een wedstrijd van een beloftenelftal als hij in hetzelfde speelweekend in de basis is gestart bij het eerste elftal, of minimaal 45 minuten heeft meegedaan in een wedstrijd van het eerste.
- Er wordt geen dispensatie verleend.

## Eindklasseringen
- 2017 7e
Tweede divisie
- 2018 11e
Tweede divisie
- 2019 12e
Tweede divisie
- 2020 11e
Tweede divisie
- 2021 14e
Tweede divisie
- 2022 5e
Tweede divisie
- 2023 7e
Tweede divisie

In elke staaf van de grafiek staat van boven naar beneden vermeld: 
- Eindnotering

Dit is de positie die de club heeft bereikt in de competitie, zonder eventuele beslissings-, play-off- of nacompetitiewedstrijden die nodig zijn geweest om bijvoorbeeld de kampioen van de competitie te bepalen.
Indien een * achter het getal staat is de notering een tussenstand en kan het zijn dat de notering niet overeenkomt met de uiteindelijke eindstand van de competitie.
Staat er een - dan is het seizoen nog bezig en is er geen definitieve uitslag bekend.
Staat er xx op de positie van de notering, dan heeft de club vroegtijdig de competitie verlaten. Dit kan onder andere komen door terugtrekking van het team, faillissement van de club of door een uitgedeelde straf van de KNVB. In veel gevallen staat elders in het artikel de reden vermeld.
Staat er een ? dan is het resultaat uit het verleden onbekend, en is alleen de competitie of het niveau bekend van dat seizoen.
In de seizoenen 2019/20 en 2020/21 werd wegens de coronacrisis het amateurvoetbal afgebroken. Daardoor kennen deze staven geen eindklassering (middels -- weergegeven).
- Competitieniveau en afdelingsletter of Officiële eindstand Eredivisie
  - Competitieniveau en afdelingsletter

Hierbij geeft het getal het niveau weer, dat ook terug te vinden is in de legenda. De letter is de afdelingsaanduiding en wordt gebruikt wanneer er meer afdelingen zijn op hetzelfde niveau. De afdelingsletter is altijd een hoofdletter en wordt meestal zonder nummer gebruikt.
Voorbeeld: 2F is niveau 2e klasse competitie F.
Het competitieniveau en nummer wordt niet vermeld wanneer er slechts één competitie van dit niveau was.
  - Officiële eindstand Eredivisie (getal staat tussen haakjes vermeld)

Sinds de introductie van play-offwedstrijden voor Europees voetbal na afloop van de reguliere competitie in 2005/06, is de KNVB verplicht een eindstand van de Eredivisie door te geven aan de UEFA aan de hand van deze play-offwedstrijden.
Bij deze eindstand staan clubs die zich hebben gekwalificeerd voor Europees voetbal hoger dan clubs die zich niet wisten te kwalificeren. Indien er geen verschil was tussen de eindnotering en de officiële eindstand, staat dit getal niet vermeld.

- Onderafdeling

Hier staat afgekort de naam van de onderafdeling indien de club in dat jaar in een onderafdeling uitkwam. Tevens staat deze afkorting in de legenda en wordt gelinkt naar het artikel over deze onderafdeling. Deze afkorting wordt alleen vermeld wanneer de club in het verleden in verschillende onderafdelingen heeft gespeeld. Deze vermelding is in de staaf altijd in kleine letters. Deze onderafdelingen zijn na het seizoen 1995/96 afgeschaft. Heeft de club in slechts één onderafdeling gespeeld, dan is dit alleen terug te vinden in de legenda.
Onder de staaf staat het jaartal vermeld waarin het seizoen is afgesloten. 15 verwijst naar het seizoen 2014/15 of eventueel het seizoen 1914/15.
Wanneer een staaf leeg is, zijn deze gegevens niet bekend. Het kan ook zijn dat de club dat seizoen niet heeft meegespeeld op het hogere amateurniveau, vroegtijdig de competitie heeft verlaten of uit de competitie is gezet.

In het seizoen 1944/45 was er wegens de Tweede Wereldoorlog geen regulier competitievoetbal.
- Tweede divisie

## Selectie en technische staf

### Selectie 2025/26
De selectie van Jong Sparta Rotterdam, dus exclusief spelers van het eerste elftal of jeugdelftallen die in dit seizoen uitkomen voor Jong Sparta Rotterdam.
| Nat.               | Naam                    | Vorige club         |         |
| Keepers            | Keepers                 | Keepers             | Keepers |
| ------------------ | ----------------------- | ------------------- | ------- |
| Vlag van Nederland | Pascal Kuiper           | Excelsior Rotterdam |         |
| Vlag van Nederland | Ivar Geneugelijk        | Feyenoord           |         |
| Vlag van Nederland | Rik Suur                | Eigen jeugd         |         |
| Vlag van Nederland | Thijs Verbaan           | Eigen jeugd         |         |
| Verdedigers        |                         |                     |         |
| Vlag van Nederland | Timo Borrie             | Eigen jeugd         |         |
| Vlag van Nederland | Paris Elmensdorp        | Feyenoord           |         |
| Vlag van Nederland | Jaïr Haakmat            | US Lecce            |         |
| Vlag van Nederland | Alvaro Henry            | SV Lafnitz          |         |
| Vlag van Curaçao   | Rai-Jedemy Laveist      | Eigen jeugd         |         |
| Vlag van Nederland | Lushendry Martes        | Eigen jeugd         |         |
| Vlag van Nederland | Giovanni Mulumba        | Eigen jeugd         |         |
| Vlag van Nederland | Giannino Vianello       | AFC Ajax            |         |
| Vlag van Nederland | Olivier van Zijl        | FC Utrecht          |         |
| Middenvelders      |                         |                     |         |
| Vlag van Nederland | Jafar Bynoe             | Bologna FC 1909     |         |
| Vlag van Nederland | Dylan Chigharoe         | Eigen jeugd         |         |
| Vlag van Nederland | Viggo Guit              | Eigen jeugd         |         |
| Vlag van Nederland | Daniël Hanzen           | Eigen jeugd         |         |
| Vlag van Nederland | Younes Jaber El Meftahi | Eigen jeugd         |         |
| Vlag van Nederland | Liam Oetoehganal        | Excelsior Rotterdam |         |
| Vlag van Nederland | Mohamed Oukhattou       | PEC Zwolle          |         |
| Aanvallers         |                         |                     |         |
| Vlag van Nederland | Jesse Bal               | Parma Calcio 1913   |         |
| Vlag van Nederland | Egeron Gorisson         | Eigen jeugd         |         |
| Vlag van Bonaire   | Quincy Hoeve            | FC Volendam         |         |
| Vlag van Nederland | Khaled Razak            | Willem II           |         |
| Vlag van Nederland | Jelani Seedorf          | Excelsior Rotterdam |         |
| Vlag van Nederland | Marlon Silva Neves      | Eigen jeugd         |         |
| Vlag van Nederland | Gennaro Wijks           | AFC Ajax            |         |

### Technische staf
| Naam           | Functie             |
| -------------- | ------------------- |
| Jeff Stans     | Hoofdtrainer        |
| Fouzi Mesaoudi | Assistent-trainer   |
| Frank Kooiman  | Keeperstrainer      |
| Bas Nagtegaal  | Sportfysiotherapeut |
| Jos van Eck    | Teammanager         |
| Arjan Moesman  | Materiaalman        |

## Statistieken

### Topscorers per seizoen

#### Tweede divisie (2016–)
| Jaar    | Topscorer         | Doelpunten |
| ------- | ----------------- | ---------- |
| 2016/17 | Lovette Felicia   | 13         |
| 2017/18 | Halil Dervişoğlu  | 21         |
| 2018/19 | Gianni dos Santos | 8          |
| 2019/20 | Bradly van Hoeven | 9          |
| 2020/21 | Sven Mijnans      | 3          |
| 2021/22 | Marouane Afaker   | 19         |
| 2022/23 | Mohammed Tahiri   | 10         |

### Trainers (2016-)
| Periode    | Naam trainer       | Nationaliteit |
| ---------- | ------------------ | ------------- |
| 2016/2017  | Ole Tobiasen       | Denemarken    |
| 2017-2018  | Frank van Kempen   | Nederland     |
| 2018-2020  | Jeroen Rijsdijk    | Nederland     |
| 2020-2020  | Nico Jalink        | Nederland     |
| 2020-2021  | Nourdin Boukhari   | Marokko       |
| 2021-2023  | Geert Arend Roorda | Nederland     |
| 2023-heden | Jeff Stans         | Nederland     |